# Los buscas de siempre
Los buscas de siempre fue una telenovela argentina emitida por Azul Televisión en el 2000. Protagonizada por Pablo Echarri y Nancy Dupláa. Coprotagonizada por Carolina Papaleo, Viviana Saccone, Luis Luque, Jazmín Stuart y Sebastián Estevanez. También, contó con las actuaciones especiales de Segundo Cernadas, Emilia Mazer, Patricia Echegoyen y los primeros actores Arturo Bonín, Ana María Picchio, Luisina Brando, Rodolfo Ranni, Roberto Fiore, Claudio Gallardou, Adela Gleijer, Tino Pascali y Juan Vitali. Y la participación de Pablo Rago como actor invitado.

## Sinopsis
Es la historia de Martín Giménez (Pablo Echarri), un chico humilde de barrio que luego de perder a su madre no hace más que reprochar el abandono de su padre. Al mismo tiempo conoce a Bárbara Giménez Álzaga (Nancy Dupláa), su media hermana, una chica de sociedad con la que a los 15 años comienza una intensa historia de amor. 
Toda la historia gira en torno al conflicto de un amor prohibido, condenado socialmente y censurado por las familias. En el final de la tira los protagonistas terminan juntos gracias a un análisis de ADN que demuestra que en realidad no eran hermanos, aunque en realidad estos exámenes fueron falsificados por el padre de ambos, que luego de tanta lucha y dolor, decide que estos merecen el derecho de sentirse amantes y no familia.

## Elenco
- Pablo Echarri - Martín Giménez
- Nancy Dupláa - Bárbara Giménez Álzaga
- Arturo Bonín - Carlos Giménez Álzaga
- Luisina Brando - Silvina de Giménez Álzaga
- Carolina Papaleo - Dolores "Lola" Benavides
- Ana María Picchio - Argentina "Titina" Ferre
- Rodolfo Ranni - Bebe
- Juan Carlos Lo Sasso - Fede
- Luis Mottola - El Chumbo
- Viviana Saccone - Laura Tedesco de Cantón Santana
- Luis Luque - Raúl Benavides
- Sebastián Estevanez - Beto Santana
- Segundo Cernadas - Baby
- Nacho Gadano - Fernando Lugones
- Jazmín Stuart - Eugenia Giménez Álzaga
- Matías Apóstolo - Ariel Giménez Álzaga
- Esteban Prol - Chiva
- Patricia Etchegoyen - Renata
- Marcelo Cosentino - Roña
- Adela Gleijer - Dominga de Santana
- Andrea Barbieri - Marcia
- Emilia Mazer - Rafaella
- Roberto Fiore - Coco Santana
- Tino Pascali - Manuel Ferre
- Guadalupe Martínez Uría - Carolina
- Gimena Accardi - Jessica Santana
- Luciano Nóbile
- Horacio Barbis - Extra como Lucas
- Gabriela Diez - Extra como Enfermera
- Alejandro Cabiglia - Mosca
- Antonio Caride

## Premios
| Premios                    | Categoría                       | Nominados             | Resultado |
| -------------------------- | ------------------------------- | --------------------- | --------- |
| Premios Martín Fierro 2000 | Mejor telenovela/ficción diaria | Los buscas de siempre | Ganadora  |
| Premios Martín Fierro 2000 | Mejor actor de novela           | Pablo Echarri         | Ganador   |